# Santé et apparence de Michael Jackson
 (mars 2019).
 (mars 2019).
Le contenu est difficilement compréhensible vu les erreurs de traduction, qui sont peut-être dues à l'utilisation d'un logiciel de traduction automatique.

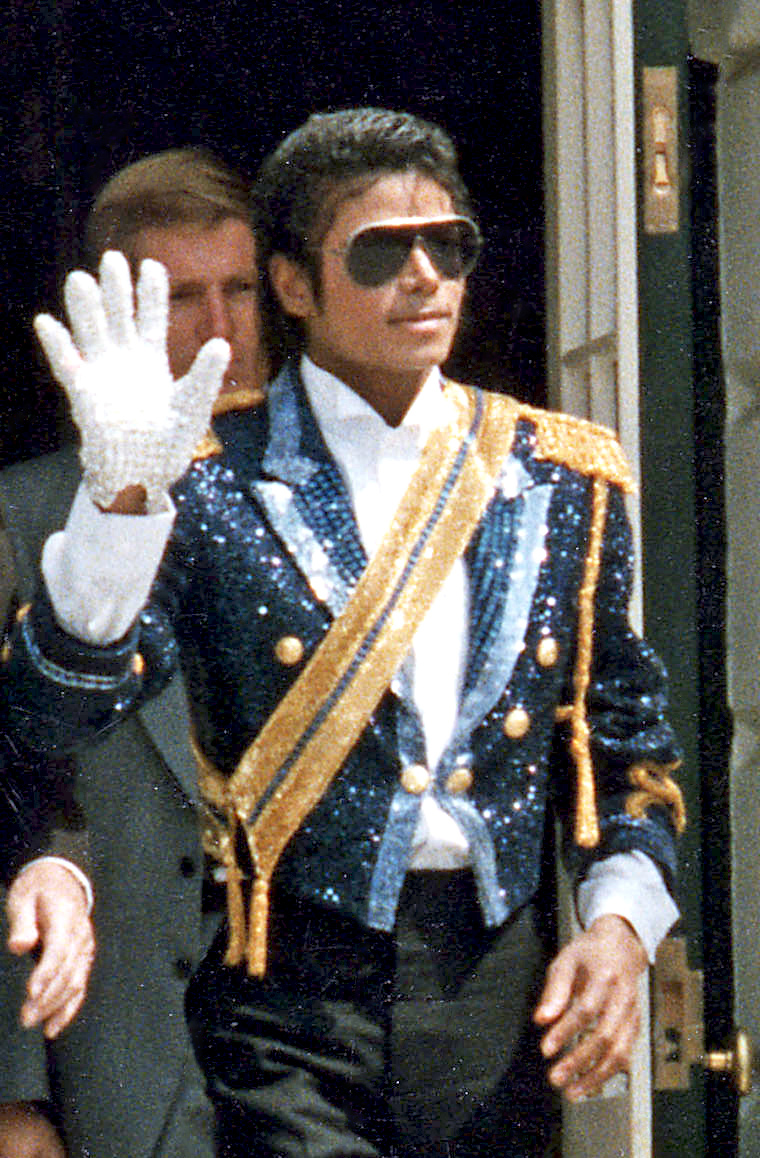
Michael Jackson à la Maison-Blanche en 1984.

La santé et l'apparence physique de Michael Jackson ont été abondamment commentées durant une longue partie de sa carrière, notamment à cause de sa très grande notoriété et des modifications notables à celles-ci qui ont été remarquées par le public. C'est surtout à partir des années 1980, et des premiers changements d'apparence de Jackson, que les médias (en particulier la presse à scandale) commencent à s'intéresser au sujet. La couleur de sa peau et la forme de son nez (la maltraitance et les remarques de son père à ce sujet ont poussé l'artiste à procéder à des chirurgies esthétiques pour le modifier) ont ainsi fait l'objet de nombreuses polémiques,. Le chanteur a en effet eu recours à divers opérations de chirurgie esthétique au cours du temps et, à cause du vitiligo (affection cutanée de longue durée caractérisée par la perte de pigmentation de la peau).

## Couleur de peau

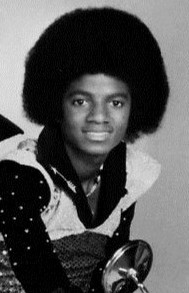
Michael Jackson en 1977.

La peau de Jackson est de couleur noire tout au long de sa jeunesse. Cependant, à partir du milieu des années 1980, elle devient de plus en plus pâle à cause du vitiligo. La cause du vitiligo reste inconnue,.
Le biographe J. Randy Taraborrelli déclare que Michael Jackson avait commencé à réduire son nez au même moment où les taches de vitiligo apparaissaient. Les changements physiques de Jackson sont largement couverts par les médias et provoquent des critiques de la part du public,. Certains psychologues afro-américains affirment que Jackson était « un exemple laid pour la jeunesse noire ». Le Dr Halford Fairchild déclare que Jackson et d'autres célébrités afro-américaines essayent « de ressembler davantage à des Blancs afin de pouvoir participer à des films ». Jackson est également confronté à la réaction des gens autour de lui. Le réalisateur John Landis, qui réalise deux vidéoclips pour lui, déclare que lorsque ce dernier lui a montré sa poitrine blanchie, il lui a dit que le médecin qui l'avait fait était un criminel.

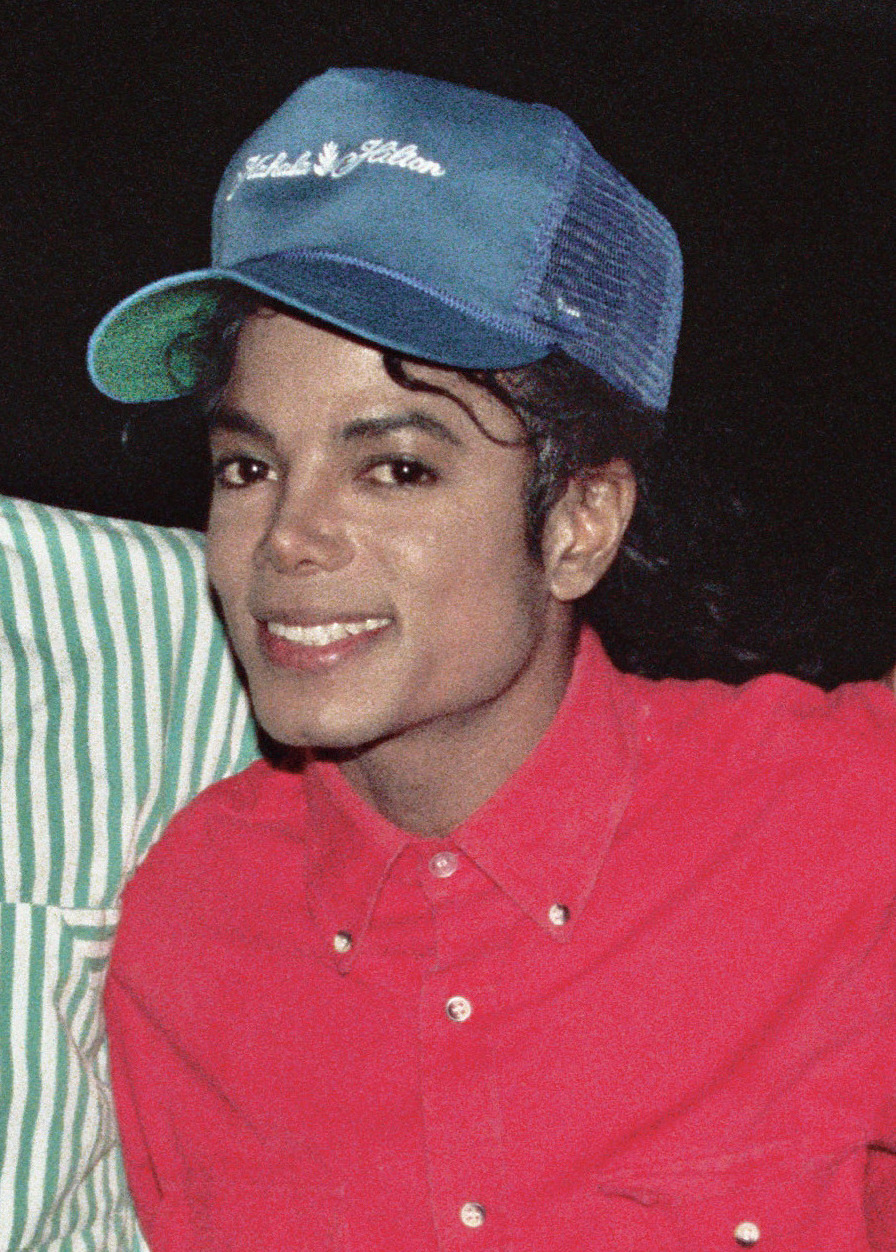
Michael Jackson en 1988.

Cependant, en 1993, Jackson confie à l'animatrice de télévision Oprah Winfrey que « là-bas, à ma connaissance, le blanchiment de la peau n'existe pas. Je ne l'ai jamais vu, je ne sais pas ce que c'est ». Il déclare qu'il souffrait d'une affection cutanée héréditaire (vitiligo) et qu'il se maquillerait pour uniformiser le teint irrégulier. « C'est quelque chose que je ne peux pas empêcher », déclare alors Jackson. « Quand des gens inventent des histoires que je ne veux pas être qui je suis, ça me fait mal. C'est un problème pour moi. Je ne peux pas le contrôler. Mais qu'en est-il de tous les millions de personnes qui s'assoient au soleil pour devenir plus sombres, pour devenir différentes de ce qu'elles sont. Personne ne dit rien à ce sujet ». L'interview de Jackson par Winfrey est regardée par 62 millions d'Américains. Celle-ci lance également un discours public sur le sujet du vitiligo, alors une maladie relativement inconnue,,,.

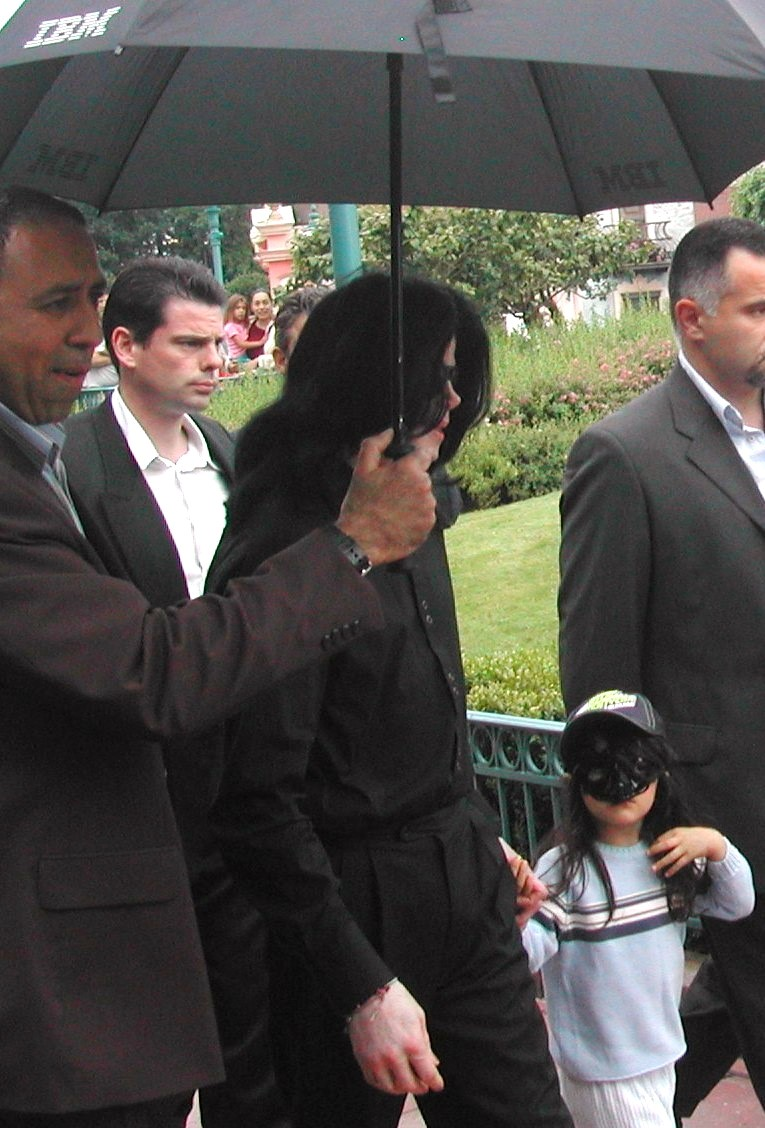
Jackson protégé du soleil par un parapluie (Paris, juin 2006).

Jackson déclare publiquement qu'il est fier d'être noir. Il écrit également une lettre au photographe William Pecchi Jr. en 1988 où il disait : « Je regarde peut-être le monde à travers des lunettes roses, mais j'aime les gens du monde entier. C'est pourquoi les histoires de racisme me dérangent vraiment. [...] Parce qu'en vérité, je crois que TOUS les hommes sont créés égaux, on m'a enseigné cela et je le croirai toujours. Je ne peux tout simplement pas imaginer comment une personne pourrait en détester une autre en raison de la couleur de sa peau. J'aime toutes les races sur la planète Terre. Le préjugé est l'enfant de l'ignorance. Nus nous venons au monde et nus nous allons en sortir. Et une très bonne chose aussi, car cela me rappelle que je suis nu sous ma chemise, quelle que soit sa couleur ».
Peu de temps après la mort de Jackson, des tubes de Benoquin et d'hydroquinone sont trouvés dans la maison de Jackson. Les deux crèmes sont couramment utilisées pour traiter le vitiligo. Le Dr David Sawcer déclare que certains patients atteints de vitiligo enlèvent les zones sombres de la peau lorsque la plus grande partie de leur peau est devenue pâle. Assombrir la peau dépigmentée est également extrêmement difficile. Une autre façon courante de traiter le vitiligo consiste à utiliser le maquillage pour camoufler la peau dépigmentée. Les traitements que Jackson utilise pour son état éclaircissent davantage son teint. Grâce à l'application d'un maquillage pour uniformiser le teint, il pouvait paraître très pâle. Jackson camoufle également son trouble de la peau avec des vêtements à manches longues et des pantalons longs. Dans le clip vidéo de Remember the Time, tous les danseurs et acteurs, à l'exception de Jackson, sont légèrement vêtus à l'instar des anciens Égyptiens. Jackson évite généralement de porter des vêtements à motifs pour éviter l'attention sur sa condition.
L'autopsie de Jackson confirme qu'il avait le vitiligo,. On y constate que sa peau avait réduit (mais pas complètement) les mélanocytes, les cellules actives dans la pigmentation de la peau. Le vitiligo se présente sous trois formes différentes. La dépigmentation segmentaire signifie qu'un seul côté du corps est affecté, alors que la dépigmentation généralisée signifie que de nombreuses parties du corps sont affectées. Le rapport d'autopsie de Jackson indique une « dépigmentation focale de la peau » (c'est-à-dire que la dépigmentation se produit sur une ou plusieurs zones du corps). Dans le cas de Jackson, il y avait cinq zones touchées. Lorsque Jackson reçoit son diagnostic de vitiligo au milieu des années 1980, il commence à en apprendre davantage sur la maladie. Il appelait souvent l'infirmière de son dermatologue et future épouse Debbie Rowe pour obtenir des informations médicales ainsi qu'un soutien émotionnel.
Taraborrelli déclare que Jackson avait reçu un diagnostic de lupus discoïde. Pour traiter cette affection, de l'hydroxychloroquine est injectée directement dans le cuir chevelu de Jackson. Il utilise également du Solaquin, du Retin A et du Benoquin et doit éviter plus que jamais l'exposition au soleil. Taraborrelli déclare que le lupus était en rémission plus tard. L'autopsie de Jackson ne confirme ni réfute l'affirmation selon laquelle il était atteint de lupus,.

## Procédures cosmétiques et régime

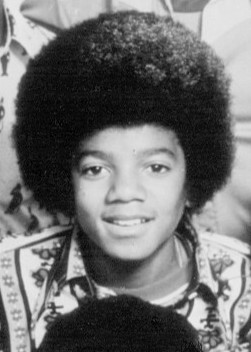
Jackson adolescent en 1974. Dans le documentaire de 2003 Living with Michael Jackson, il parle de son père Joe Jackson qui pendant son enfance se moquait de lui et le surnommait « gros nez ».

Au fil du temps, la structure du visage de Jackson change également. Les chirurgiens supposent qu'il avait également eu recours à un lifting du front, une chirurgie des pommettes et une altération des lèvres. Les proches du chanteur ont estimé qu'en 1990, il avait subi une dizaine de procédures. Cependant, dans l'édition originale de sa biographie publiée en 1991, Taraborrelli déclare que Jackson avait subi six chirurgies du nez, dont deux opérations secondaires (rhinoplasties non considérées complètes),. Selon Taraborrelli, Jackson a eu sa première rhinoplastie en 1979 après s'être cassé le nez lors d'une séance de répétition en dansant. Cependant, sa sœur La Toya Jackson, qui avait elle-même subi une rhinoplastie, démentira les affirmations de Michael en affirmant que celui-ci était obnubilé par l'apparence de son nez et qu'il avait inventé ce prétexte pour justifier sa décision de subir la rhinoplastie.
L'opération n'est pas un succès complet et Michael se plaint de difficultés respiratoires pouvant affecter sa carrière. Il est référé au Dr Steven Hoefflin, qui effectue sa deuxième rhinoplastie en 1981. Le nez du chanteur parait plus fin au niveau du dorsum nasal et des narines qui ont été raccourcies sur la largeur.
Certains spécialistes estiment que Michael Jackson a subi au moins une autre rhinoplastie entre 1983 et 1984, la largeur des narines du chanteur ayant été significativement réduite ainsi que le dorsum nasal qui a été mieux défini. Le nez de Michael semble plus projeté. Taraborrelli déclare alors que Jackson avait subi une troisième rhinoplastie trois ans après la seconde et une quatrième en 1986. Dans son autobiographie de 1988, Moonwalk, Jackson affirme avoir subi, en plus des deux rhinoplasties, une chirurgie visant à créer une fossette dans son menton.
À partir de 1986, il est un client régulier d'Arnold Klein, un dermatologue spécialisé dans l'injection de produit de comblement dermique, une procédure cosmétique non chirurgicale.

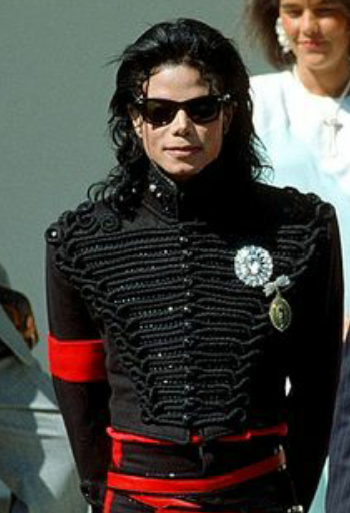
Michael Jackson en 1990.

Dans son livre, Jackson attribue les modifications de la structure de son visage à la puberté, à un régime végétarien strict, à la perte de poids, à un changement de style de coiffure et à un éclairage de scène. Jackson nie les allégations qu'il avait changé ses yeux. En juin 1992, le Daily Mirror publie une page de couverture complète, présumée du visage de Jackson, qu'ils ont décrite comme « hideusement défigurée » par la chirurgie plastique. Jackson poursuit le tabloïd en justice et, en 1998, les parties conviennent d'un règlement à l'amiable. À la Haute Cour, l'ancien rédacteur en chef du journal reconnaît qu'après avoir rencontré Jackson en personne, il était convaincu que Jackson n'était ni honteusement défiguré ni cicatrisé. Un avocat du Daily Mirror a soutenu que la publication n'altérait pas l'image.

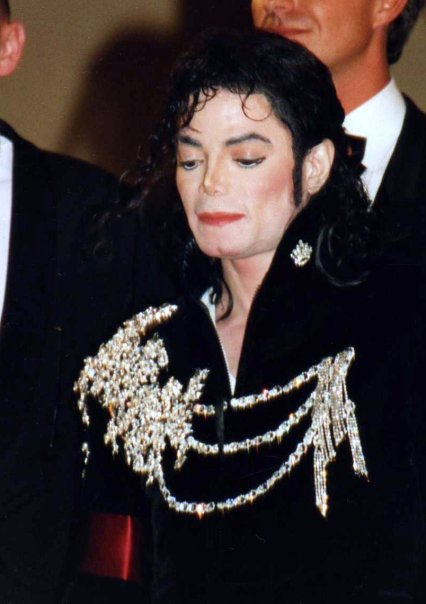
Jackson au Festival de Cannes 1997.

Selon les médias, l'autopsie de Jackson aurait révélé une cicatrice à côté de ses narines, une cicatrice derrière chacune de ses oreilles et deux cicatrices au cou, « probablement » de la chirurgie esthétique ainsi que des tatouages cosmétiques sur les sourcils et les lèvres, et sur son cuir chevelu (à la ligne de ses cheveux en recul).
Dans la version non éditée du documentaire Living With Michael Jackson, qui a été présenté au tribunal en 2005, Jackson déclare qu'il a eu deux opérations au nez pour qu'il puisse mieux respirer. Quand il est interrogé sur ses joues, Jackson répond : « Ces pommettes ? Non, mon père a la même chose. Nous avons du sang indien ».

## Problèmes de santé
Au fil des ans, Jackson a divers problèmes médicaux qui sont révélés par les médias. Au début de 1984, il est soigné pour des brûlures au cuir chevelu après que ses cheveux ont pris feu au cours d'un tournage d'une publicité pour la marque Pepsi. En juin 1990, il est admis dans un hôpital de Santa Monica avec des douleurs à la poitrine. Selon le Dr Mark Zatzkis, « les tests de laboratoire et de radiographie du cœur et des poumons de Jackson n'ont révélé aucune anomalie » ; les douleurs « ont été causées par des côtes meurtries lors d'une pratique de danse vigoureuse ».

### Annulations de concerts et problèmes de santé en tournée
Plusieurs de ses concerts sont annulés pour cause de maladie et la dernière tournée est annulée pour cause de dépendance. Le 12 mars 1988, Jackson annule un spectacle à Saint-Louis, qui est reporté au 14 mars. Le 13 mars, il joue à Saint-Louis alors qu'il combattait un rhume. Le rhume progresse vers la laryngite et le spectacle du 14 mars est également annulé. Trois spectacles à Tacoma, programmés du 31 octobre au 2 novembre 1988, sont aussi annulés sur l'avis de son médecin, car Jackson avait la grippe. Deux spectacles à Los Angeles ont été annulés en raison de cordes vocales enflées. Trois spectacles à Los Angeles prévus les 20, 21 et 22 novembre sont également annulés. Ces cinq concerts sont reportés à janvier 1989.
En août 1992, un concert à Londres, en Angleterre, est reporté en raison d'une infection virale. Quatre jours plus tard, Jackson se produit à Cardiff, au pays de Galles. En septembre 1992, un concert à Gelsenkirchen, en Allemagne, est annulé parce que Jackson a contracté la grippe. À Lausanne, en Suisse, une ambulance ramène Jackson à son hôtel après le spectacle du 8 septembre. Un autre spectacle à Bâle, en Suisse, prévu pour le 11 septembre est également annulé. En octobre 1992, deux concerts en Turquie, à Istanbul et Izmir, et un autre à Athènes en Grèce, sont annulés en raison d'une perte de voix causée par un rhume. Son médecin privé se rend à Istanbul pour le rencontrer. Selon les organisateurs, les « cordes vocales de Jackson étaient irritées ». Ces concerts étaient censés être les trois derniers spectacles de la tournée européenne de la tournée. Jackson est examiné par un spécialiste de la gorge à Londres et il a été conseillé de se faire soigner à Los Angeles.
En août 1993, deux spectacles de la tournée Dangerous Tour de Jackson en Thaïlande sont annulés pour cause de déshydratation. Le 27 août 1993, Jackson « retourne au stade de concert ». Le 30 août 1993, un spectacle à Singapour doit être annulé en raison de nausées et d'un grave mal de tête. De l'avis de son médecin, le Dr David Forecast, Jackson « n'était pas en état de monter sur scène ». Un spécialiste en neurologie s'occupe alors de Jackson. Le spécialiste confirme le diagnostic de « migraine d'apparition tardive » de Forecast, et des médicaments lui sont prescrits. Il subit également des tests dans un hôpital de Singapour. Le spectacle a lieu deux jours plus tard. Jackson consomme beaucoup d'eau prévenant ainsi la déshydratation et les problèmes de voix.
Le premier concert à Santiago du Chili, prévu pour le 21 octobre 1993, est annulé en raison de problèmes lombaires. Deux jours plus tard, Jackson se produit à l'Estadio Nacional. Un autre concert à Lima, au Pérou, prévu le 26 octobre 1993, est annulé en raison d'une déchirure d'un muscle au cours d'une représentation au Brésil. Plusieurs concerts à Mexico sont annulés en raison de problèmes dentaires. Deux abcès aux molaires sont retirées. Cependant, il y avait cinq spectacles à Mexico. Le dernier concert de la tournée Dangerous a lieu à Mexico le 11 novembre 1993.
En novembre 1993, Jackson annonçait l'annulation du Dangerous Tour, en raison d'une dépendance aux analgésiques prescrite après une récente opération chirurgicale au cuir chevelu. Il est également rapporté que Jackson a annulé des concerts en Russie et en Israël. Cependant, ces deux concerts ont eu lieu,. Le report du concert en Israël n'était pas dû à des problèmes de santé.
À la fin de 1995, Jackson est transporté à l'hôpital après s'être effondré lors de répétitions pour une représentation télévisée. Les médecins font état de battements irréguliers, d'une inflammation gastro-intestinale, d'une déshydratation et d'irrégularités des reins et du foie.
Selon le Dr Neil Ratner, Jackson s'est blessé au dos en juillet 1997 après l'effondrement d'une des scènes lors d'un concert à Munich, en Allemagne. Cependant, la tournée HIStory a continué ; il n'y avait qu'un concert annulé après l'accident fatal de la princesse Diana environ deux mois plus tard. En fait, un tel incident s'est produit lors d'un concert de charité à Munich en 1999. Jackson est ensuite emmené à l'hôpital. Le promoteur de Jackson, Marcel Avram, déclare qu'il [Jackson] avait reçu des écorchures et des contusions. Jackson quitte l'hôpital le lendemain matin.

### Problèmes de santé lors du procès (2005)
Le 15 février 2005, Jackson est admis au centre médical Marian à Santa Maria avec « des symptômes ressemblant à la grippe. » Selon le Dr Chuck Merrill, il est dans un état stable et se rétablira au bout de quelques jours. Jackson quitte l'hôpital le 16 février 2005. Le Dr Todd Bailey déclare que Jackson « continuait d'avoir besoin de soins pour certains symptômes viraux persistants, mais il était sinon de bonne humeur ». Une semaine plus tard, le procès de pédophilie le visant reprend en sa présence.
Le 10 mars 2005, Jackson comparaît tard au tribunal après avoir été soigné à l'hôpital en raison d'un problème de dos. Pendant le procès, Jackson a parfois besoin d'aide pour se rendre à son siège. Le 5 juin 2005, il est emmené à la salle d'urgence de l'hôpital Santa Ynez Valley Cottage pour y être soigné. La porte-parole de Jackson, Raymone Bain, déclare que « le stress contribuait au problème de dos ». Au cours du procès, Jackson est hospitalisé brièvement plusieurs fois. La BBC rapporte que lors de son essai en 2005, le chanteur avait de nouveau souffert de maladies liées au stress et d'une perte de poids importante.
Le Dr Christopher Rogers déclare dans le procès contre le Dr Conrad Murray en 2011, que, selon lui, Jackson « était en meilleure santé que la moyenne des personnes de son âge ». Rogers déclare que les artères entourant le cœur de Jackson étaient exemptes de graisse et de cholestérol, ce qui est inhabituel pour une personne de 50 ans.

### La maltraitance durant l'enfance

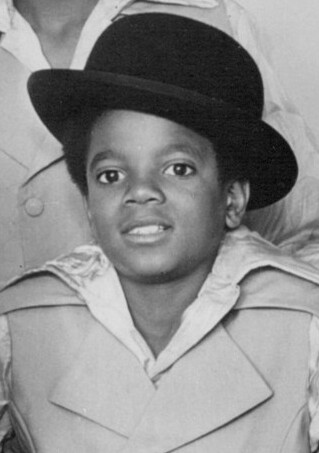
Michael Jackson en 1969.

L'enfance de Michael Jackson est un autre aspect de sa vie privée qui fait l'objet de discussions publiques, en particulier ses relations avec son père, Joseph. Bien que Jackson ait reconnu que la discipline stricte de son père avait joué un grand rôle dans son succès, certains de ses frères et sœurs et lui déclarent qu'ils avaient été maltraités physiquement et mentalement par Joseph dès leur plus jeune âge lors de répétitions incessantes, de coups de fouet et d'utilisation de noms péjoratifs tels que « gros nez » pour Michael. Cet abus affecte Michael toute sa vie. Dans une altercation – décrite plus tard par Marlon Jackson –, Joseph tient Michael par terre contre la jambe et le « bastonne à plusieurs reprises avec sa main, le frappant sur le dos et les fesses ». Joseph faisait souvent trébucher les garçons ou les poussait contre des murs. Une nuit, alors que Jackson était endormi, Joseph entra dans sa chambre par la fenêtre de la chambre. Portant un masque d'effroi, il entra dans la chambre en criant. Joseph a dit qu'il voulait apprendre à ses enfants à ne pas laisser la fenêtre ouverte lorsqu'ils s'endormaient. Pendant plusieurs années après, Jackson a fait des cauchemars rêvant qu'il avait été enlevé de sa chambre.
Au début des années 1980, Jackson est profondément malheureux. Il a dit : « Même à la maison, je suis seul. Je m'assieds parfois dans ma chambre et je pleure. C'est tellement difficile de se faire des amis... Je me promène parfois dans le quartier la nuit, dans l'espoir de trouver quelqu'un à qui parler. Mais je finis par rentrer à la maison ».
Bien que Jackson ait subi de la maltraitance durant plusieurs années de son enfance, il en parle d'abord ouvertement dans son entretien avec Oprah Winfrey en 1993. Il fait la grimace en parlant des abus subis pendant son enfance par son père, reconnaissant qu'il pleurait souvent de solitude,,. Dans le même entretien, parlant de son père, Jackson déclare : « Parfois, il venait me voir, je tombais malade... Je commencerais à régurgiter. Je suis désolé... S'il vous plaît ne soyez pas en colère contre moi... Mais je l'aime ». Dans une interview avec Martin Bashir pour le documentaire Living with Michael Jackson (2003), Jackson se couvrit le visage avec une main et se mit à pleurer en parlant de ses abus durant l'enfance. Ses frères et sœurs et lui ont répété et que « Si vous ne le faisiez pas correctement, il vous déchirerait, vous prendrait vraiment ». Cette année-là également, Joe reconnaît qu'il fouettait régulièrement Michael dans son enfance mais sa mère Katherine et lui contestent les allégations de mauvais traitements qui existaient depuis longtemps pour discipliner les enfants à l'époque,.
En 2003, Jackson est accusé d'abus sexuel sur mineur et est acquitté deux ans plus tard. Au cours de l'enquête, son profil est examiné par Stan Katz, un professionnel de la santé mentale, qui passe également plusieurs heures avec l'accusateur. Selon Taraborrelli, l'évaluation de Katz est que Jackson est devenu un enfant régressif de dix ans. Certains professionnels de la santé pensent que Jackson souffrait également d'un trouble dysmorphique du corps, une affection psychologique dans laquelle le patient n'avait aucune idée de la façon dont son apparence physique était perçue par les autres.

### La toxicomanie
Au cours de l'entretien de 1993 avec Oprah Winfrey, Jackson déclare qu'il a commencé à prendre régulièrement des médicaments contre la douleur en 1984. Le 24 janvier de cette année-là, il est en train de filmer une publicité pour Pepsi lorsque ses cheveux s'enflamment sur une scène à la suite d'erreurs pyrotechniques. Il subit des brûlures au deuxième degré au cuir chevelu et ne s'est jamais complètement remis de la blessure ou de la douleur persistante. Il aurait commencé à prendre des analgésiques après avoir d'abord refusé pour faire face à la douleur intense. Taraborrelli déclare que l'artiste a pris du Valium, du Xanax et de l'Ativan en 1993. Bien que Jackson lui-même ne mentionne pas de sédatifs, il ajoute que des analgésiques étaient prescrits pour soulager la douleur atroce qu'il souffrait après une récente opération de reconstruction du cuir chevelu à la suite de son accident de 1984.
Dans une déposition du tribunal sans rapport avec des abus présumés sur des enfants, Jackson est visiblement somnolent, manque de concentration et se gêne à plusieurs reprises tout en parlant. Il ne peut ni se souvenir des dates de sortie de ses albums précédents ni des noms des personnes avec lesquelles il avait travaillé. Il lui faut plusieurs minutes pour nommer certains de ses albums récents.
Les 9 et 10 novembre 1993, il est interrogé sur une affaire de droit d'auteur. Selon la déclaration sous serment de l'avocat des demandeurs, il est informé que Jackson « prenait des analgésiques à la suite d'une chirurgie buccale récente ».
Jackson déclare qu'en raison de la pression causée par les allégations de pédophilie et de l'énergie dont il avait besoin pour le Dangerous Tour, il était « physiquement et émotionnellement épuisé ». Il déclare qu'il « est devenu de plus en plus dépendant des analgésiques » et qu'il chercherait un traitement. Ses avocats déclarent que Jackson sera traité pour toxicomanie à l'étranger pendant un mois et demi à deux mois. En décembre 1993, il est rentré aux États-Unis.
En 1995, Jackson est emmené à la Charter Nightingale Clinic où il est fouillé à l'entrée pour des médicaments ; des flacons de médicaments sont trouvés dans une valise. On lui a prescrit du Valium IV pour le sevrer des analgésiques. Le porte-parole du chanteur déclare ensuite aux journalistes que Jackson est « à peine capable de fonctionner correctement sur le plan intellectuel ». À la clinique, Jackson prend part à des séances de thérapie de groupe et individuelles. Selon Taraborrelli, en janvier 2004, à l'approche de son procès, Jackson est devenu dépendant de la morphine et de Demerol et est traité pour cette dépendance par l'herboriste Alfredo Bowman dans le Colorado.
Dans une interview avec Aphrodite Jones, Patrick Treacy, un chirurgien esthétique qui traite Jackson entre juillet 2006 et le début de 2007, ainsi que peu de temps avant sa mort, déclare qu'il aurait su s'il avait été traité par un autre médecin et qu'il n'avait jamais vu de drogue dans la maison. Il déclare également que Jackson n'avait pas d'insomnie et ne lui avait jamais demandé de stupéfiants. Treacy déclare qu'il était en bonne santé physique et ajoute qu'il avait toujours insisté sur la présence d'un anesthésiste lors de l'administration de Propofol.
Jackson mesurait 5,9 pieds (1,75 m) pesait 136 livres (62 kg), ce qui le situerait dans une plage de poids normale, bien qu'il soit mince, a déclaré le Dr Rogers au tribunal Selon son client, Michael Bush, il perdait tellement de poids lors d'un concert que ses vêtements perdaient en eau. Les costumes qu'il portait à la fin du spectacle devaient être plus petits que ceux qu'il portait au début du spectacle. Il avait généralement une taille de 28 pouces. Selon le Dr Nader Kamangar, expert en sommeil à UCLA, des médicaments tels que le Demerol peuvent provoquer une insomnie. Dans le cas de Jackson, l'insomnie aurait également été causée par « l'anxiété de jouer ».
Après la mort de Jackson, un mandat de police émis contre son médecin traitant, Conrad Murray, indiquait que ses nombreux médecins avaient utilisé dix-neuf pseudonymes distincts, tels que « Omar Arnold », « Josephine Baker », « Fernand Diaz », « Paul Farance », « Peter Madonie », « Faheem Muhammad », « Roselyn Muhammad », « Blanca Nicholas », « Jimmy Nicholas », « Bryan Singleton », « Frank Tyson » et « Rob Kaufman » tout en prescrivant des médicaments à Jackson. Il prend également des ordonnances en tant que « Prince », « Michael Amir » et « Kai Chase », les noms de l'un de ses fils, son porte-parole et son ancien chef personnel, respectivement. La police trouve un CD mentionnant le pseudonyme « Omar Arnold » lors d'une perquisition au domicile et au bureau de Conrad Murray, le médecin personnel de Jackson, à Las Vegas. L'utilisation de pseudonymes par les médecins de célébrités est une pratique courante pour préserver la confidentialité des antécédents médicaux des patients.

## Mort

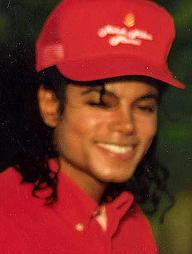
Michael Jackson en 1990.

Après le décès de Michael Jackson le 25 juin 2009, des informations faisant état de son utilisation de péthidine (Demerol) sont rapportées. Cherilyn Lee, l'infirmière lui ayant fourni des conseils nutritionnels, déclare que le 12 avril 2009, il lui avait demandé des « produits pour le sommeil ». Le 19 avril 2009, il lui aurait dit que le propofol était le seul médicament qui pourrait l'aider. Lee refuse en lui disant : « Michael, le seul problème avec ce médicament que tu prends... c'est que tu vas le prendre et que tu ne vas pas te réveiller ». Jackson réfute l'avertissement, lui disant que le médicament lui avait déjà été administré auparavant par injection intraveineuse et que son médecin lui avait dit que c'était sans danger, sans toutefois nommer ce médecin. Une surdose de propofol peut provoquer l'arrêt de la respiration du patient, ce qui entraîne une pénurie d'oxygène et une accumulation de dioxyde de carbone dans le corps, pouvant entraîner des arythmies et un arrêt cardiaque. C'est la dernière fois qu'ils se sont rencontrés.
En raison d'une demande d'annulation d'assurance pour la tournée à venir, les sociétés d'assurances demandent à un médecin d'effectuer un examen médical que le Dr David Slavit, de New York, effectue en février 2009. Plus tard, le courtier déclare au vice-président d'AEG, que le rhume des foins de Jackson était faible et qu'il avait réussi l'examen « avec brio ». Un deuxième examen médical devait avoir lieu le 6 juillet 2009.
Selon Lee, elle reçoit le 21 juin 2009 un appel désespéré d'un assistant du personnel de Jackson rapportant qu'il se sentait malade. Lee rapporte avoir entendu Jackson se plaindre qu'un côté de son corps était chaud, l'autre côté froid. Elle croyait que quelqu'un lui avait donné quelque chose qui affectait son système nerveux central. Elle a conseillé à l'assistant de l'emmener à l'hôpital.
Après sa mort, selon le rapport d'autopsie, Jackson avait un cœur fort et était en « assez en bonne santé » pour une personne âgée de 50 ans. Selon la BBC, son poids était dans la fourchette acceptable pour un homme de sa taille, mais il avait eu les bras perforés et souffrait de lésions aux poumons et d'arthrite. Le document montre que le problème de santé le plus grave de Jackson était ses poumons enflammés de manière chronique, mais que cela n'était pas assez grave pour contribuer à sa mort. L'autopsie n'a révélé aucun problème physique. « Sa santé générale était bonne », déclare alors le Dr Zeev Kain de l'université de Californie, qui a examiné le rapport pour AP mais n'a pas participé à l'examen post mortem. « Les résultats sont dans les limites normales ». L'autopsie a également révélé qu'il était partiellement chauve et que ses lèvres, ses sourcils et son cuir chevelu étaient tatoués.
En 2011, Rogers témoigne : « La théorie qui me semble moins raisonnable est que Jackson se soit réveillé et, bien qu'il ait été sous l'influence de médicaments sédatifs, il a réussi à se donner une autre dose ». Le toxicologue Dan Anderson a déclaré que du Demerol avait été détecté dans le système de Jackson.
En fait, des détails restés cachés de son autopsie, notamment son estomac rempli de médicaments, son extrême maigreur (55 kg pour 1,75 m) témoignant d'un comportement anorexique, son corps couvert de marques de piqûres, sont révélés en 2020.